# Мунот
Крепость Мунот (нем. Festung Munot) — округлая по форме крепость, расположенная на высоком холме над центром швейцарского города Шаффхаузен в одноимённом кантоне. Возведённая в первой половине XVI века как часть городских укреплений, она является наиболее узнаваемым символом Шаффхаузена.
Изначально, как минимум, начиная с 1098 года на месте крепости располагался замок городского фогта, известный как Annot или Unot (=нем. Ohne Not). В XVI веке замок был полностью перестроен на манер рондели Генрихом Шварцем, вероятно, знакомым с фортификационными работами Альбрехта Дюрера. В XVII веке ввиду длительных военных действий массивное цилиндрическое здание (рондель) диаметром около 50 метров должно было получить дополнительную защиту в виде бастионов и шанцев; заключение Вестфальского мира в 1648 году пресекло эти планы.
Несмотря на свой грозный вид, крепость Мунот лишь единожды участвовала в военных действиях, когда в ходе так называемых Революционных войн занятый французами Шаффхаузен 13 апреля 1799 года подвергся бомбардировке со стороны австрийских сил под командованием Латура и Кинмайера. Получившая серьёзные повреждения крепость окончательно потеряла своё военное значение и с 1804 года служила в качестве городской каменоломни.
В ходе национального пробуждения и, прежде всего, усилиями городского учителя рисования Иоганна Якоба Бека (нем. Johann Jacob Beck, 1786—1868) Мунот удалось уберечь от полнейшего разрушения, за чем вплоть до 1839 года последовала его реставрация и повторное освящение.
В XXI веке крепость Мунот, находящаяся под управлением общественной организации нем. Munotverein, используется как культурно-концертная площадка. В летние месяцы по субботам здесь регулярно проходят танцевальные вечера, обязательной частью которых служит кадриль. Крепость открыта для свободного посещения и предлагает хороший вид на город и его окрестности. Попасть туда можно с главной площади Шаффхаузена, по лестнице или по дороге. Внутри крепости можно увидеть её модель; на крыше установлены пушки и флаг кантона.